# Bonifaz Kaspar von Urban
Bonifaz Kaspar von Urban (né le 6 janvier 1773 à Oberherrnhausen, mort le 9 janvier 1858 à Bamberg) est archevêque de Bamberg de 1842 à sa mort.

## Biographie
Bonifaz Kaspar von Urban est fils de paysans. Il s'agit du premier évêque moderne à ne pas être issu de la noblesse, montrant l'évolution sociale conséquente au siècle des Lumières.
À l'âge de six ans, il entre dans l'école élémentaire des augustiniens de l'abbaye de Beuerberg puis à l'âge de onze ans, dans l'Institut d'études augustiniennes de Munich et en 1790 au lycée Maximilien de Munich (de). Il entre alors dans l'ordre augustinien en 1792 et est ordonné prêtre en 1796. Jusqu'à la dissolution du monastère par la sécularisation en 1803, il est un précepteur des clercs de Beuerberg (pour la physique, la logique et la théologie morale), ainsi que le chapelain et le prêtre de paroisses locales.
La fin des Augustins oblige Urban à enseigner dans des instituts séculiers : 1803 professeur de lycée et directeur musical à Landshut, 1808  professeur de rhétorique et de religion à Munich, 1813 au séminaire éducatif pour les filles à Munich. En 1817, il est nommé aumônier de la cour royale et professeur de religion des princesses de Bavière.
En 1821, sa bonne réputation au sein de la famille royale de Bavière permet sa nomination dans le nouveau chapitre métropolitain de Munich et Freising. Quand il devient roi en 1825, Louis de Bavière a une préférence pour les membres du chapitre pour en faire des évêques. Urban devient conseiller ecclésiastique au vicariat général et en 1827 prêtre de la cathédrale de Munich.
En 1832, Urban déménage à Ratisbonne en tant que diacre de la cathédrale puis vicaire général en 1833, prévôt de la cathédrale en 1834, et finalement le 19 décembre 1834, comme évêque auxiliaire de Ratisbonne et évêque titulaire de Taenarum (de). Il reçoit cette ordination épiscopale le 22 mars 1835 de l'archevêque de Munich et Freising, Lothar Anselm von Gebsattel (de).
Sur demande royale, Bonifaz Kaspar von Urban est nommé archevêque de Bamberg le 24 février 1842, le pape Grégoire XVI le confirme le 23 mai 1842. L'intronisation solennelle a lieu le 24 juillet 1842 dans la cathédrale de Bamberg.
Urban participe à la conférence épiscopale de Wurtzbourg en 1848.
Urban est caractérisé par une profonde piété et une humanité sincère. Il est bienveillant, proche du peuple et fidèle à la fois au pape et au roi. Dans plusieurs fondations, il considère les familles pauvres, même non catholiques, et vit comme un exemple de charité et de modestie.
La ville de Bamberg lui décerne la citoyenneté d'honneur en 1852. Après sa mort, il est enterré dans la cathédrale de Bamberg.

### Source, notes et références
- Ressources relatives à la musique :   - Bayerisches Musiker-Lexikon Online
  - Répertoire international des sources musicales
- Ressource relative à la religion :   - Catholic Hierarchy
- Notice dans un dictionnaire ou une encyclopédie généraliste :   - Deutsche Biographie
- Notices d'autorité :   - VIAF
  - ISNI
  - GND
  - Vatican